# Макбрайен, Джеймс Хауден
Генерал-майор сэр Дже́ймс Ха́уден Макбра́йен KCB , CMG , DSO , CStJ (англ. James Howden MacBrien; род. 30 июня 1878 года — ум. 5 марта 1938 года, Торонто) — канадский генерал, начальник Генерального штаба Канадской милиции (1920-1927), комиссар Королевской канадской конной полицией (1931—1938).

## Биография
Джеймс Макбрайен родился 30 июня 1878 года. Получил образование в Порт-Перри, Онтарио, после чего вступил в ряды Канадской милиции, затем был переведён в Северо-Западную конную полицию. Во время англо-бурской войны служил в Южноафриканской полиции, после возвращения в Канаду стал офицером Королевских канадских драгун.
Во время Первой мировой войны был офицером Генерального штаба, с 1916 года командовал 12-й пехотной бригадой.
В 1920 году Макбрайен был назначен начальником Генерального штаба Канадской милиции, сменив на этом посту Артура Карри. Покинул пост начальника Генштаба в 1927 году.
1 августа 1931 года стал комиссаром Королевской канадской конной полиции, занимал этот пост вплоть до своей смерти. Скончался 5 марта 1938 года в Торонто.

## Личная жизнь
Джеймс Макбрайен был женат дважды. В 1907 году он женился на Нелли Луиз Росс (англ. Nellie Louise Ross), а в 1928 году —  на Эмили Эмили Хартридж (англ. Emily Emely Hartridge).